# Sitervölgy
Sitervölgy (románul: Șușturogi) falu Bihar megyében, Romániában.

## Fekvése
Nagyváradtól 23 km-re, Hegyközcsatártól 8 km-re keletre található. Jelenleg Hegyközcsatár közigazgatási fennhatósága alá tartozik.

## Földrajza
A Réz-hegységhez nyugatról csatlakozó Hegyköz dombvidék nyugati részén, a Kösmő patak felső folyásánál fekszik (ez a faluban egyesülő, a Kapocsán-völgyön keletről és a Dudu-völgyön délkeletről érkező patakokból keletkezik), ez a Fergeság-völgyön délnyugatra tart, majd balról felveszi a Butyi Pál-völgyön keletről jövő Butyipal patakot, innen Hegyközpályiig nyugatra tart, ott északra fordul és Paptamási után a Berettyó bal oldalába ömlik. Északkeletre a Pusztahegy nevű dombvidéki határrész terül el, keletre a Láz-hegy (261- 2,7), kelet-délkeletre a Meristei-hegy (267- 2), délre az Abroncsos nevű dombvidéki határrész húzódik, ezen a Ferchi-hegy (260- 1,1) emelkedik, nyugatra a Bárdos nevű dombvidéki határrész húzódik, ezen a Bükk-hegy (291- 2) magasodik, mögötte a Bihari (Uradalmi) erdő nevű dombvidéki határrész terül el.
Környező települések: Északra Alsótótfalu (7 ill. 7,3- 5,9), észak-északkeletre Szalárdalmás (4,1), északkelet-keletre Borszeg (5,5- 5), északnyugatra Siter (4,6- 3,5).

## Névváltozatok
1372: Surdula; 1489: possessio walachalis Seytherwelgh, Esytherwelg; 1625: Seiter Veölgy Valacorum, Seiterweolgi; 1692, 1800: Siter-Völgye; 1828: Siter-Völgye, Sustoros; 1851: Sitervölgye, Sustorozs; 1913: Sitervölgy;

## Lakossága
| Év   | magyar | román | szlovák | zsidó | cigány | Összesen |
| ---- | ------ | ----- | ------- | ----- | ------ | -------- |
| 1880 | 17     | 311   | 10      |       | 3      | 341      |
| 1890 | 39     | 430   | 0       |       | 0      | 469      |
| 1900 | 18     | 462   | 0       |       | 0      | 480      |
| 1910 | 17     | 507   | 1       |       | 10     | 535      |
| 1920 | 3      | 494   |         | 14    | 0      | 511      |
| 1930 | 15     | 572   |         | 4     | 1      | 592      |
| 1941 | 28     | 660   | 0       | 6     |        | 694      |
| 1956 | 1      | 821   |         | 2     | 10     | 834      |
| 1966 | 1      | 741   |         | 1     | 13     | 756      |
| 1977 | 0      | 629   |         | 0     | 23     | 652      |
| 1992 | 0      | 373   |         | 0     | 11     | 384      |
| 2002 | 1      | 269   |         | 0     | 18     | 288      |

## Külső hivatkozások
- Katolikus lexikon
- Nagyvárad alpolgármesterének honlapja
- Orendt Mihály Bihar-kutató oldala Archiválva 2023. november 26-i dátummal a Wayback Machine-ben
- Google műholdas térkép